# Schwäbisch Hall
Schwäbisch Hall è un comune tedesco di 41 898 abitanti, situato nel land del Baden-Württemberg.
Vi nacque il nobile Crato di Hohenlohe-Langenburg.

## Sport
Nel football americano la città è rappresentata dagli Schwäbisch Hall Unicorns, vincitori di 5 German Bowl.

Schwäbisch Hall
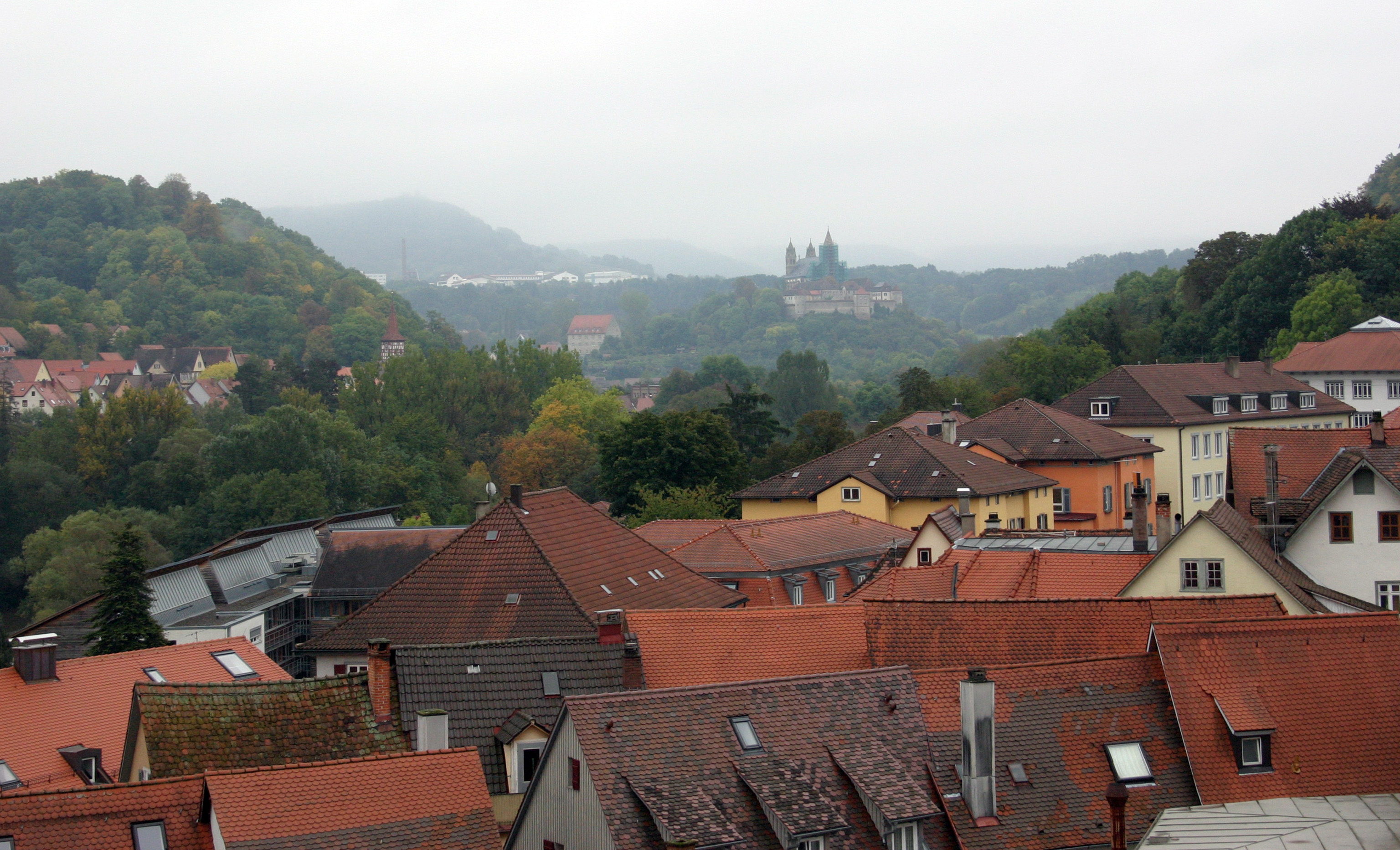
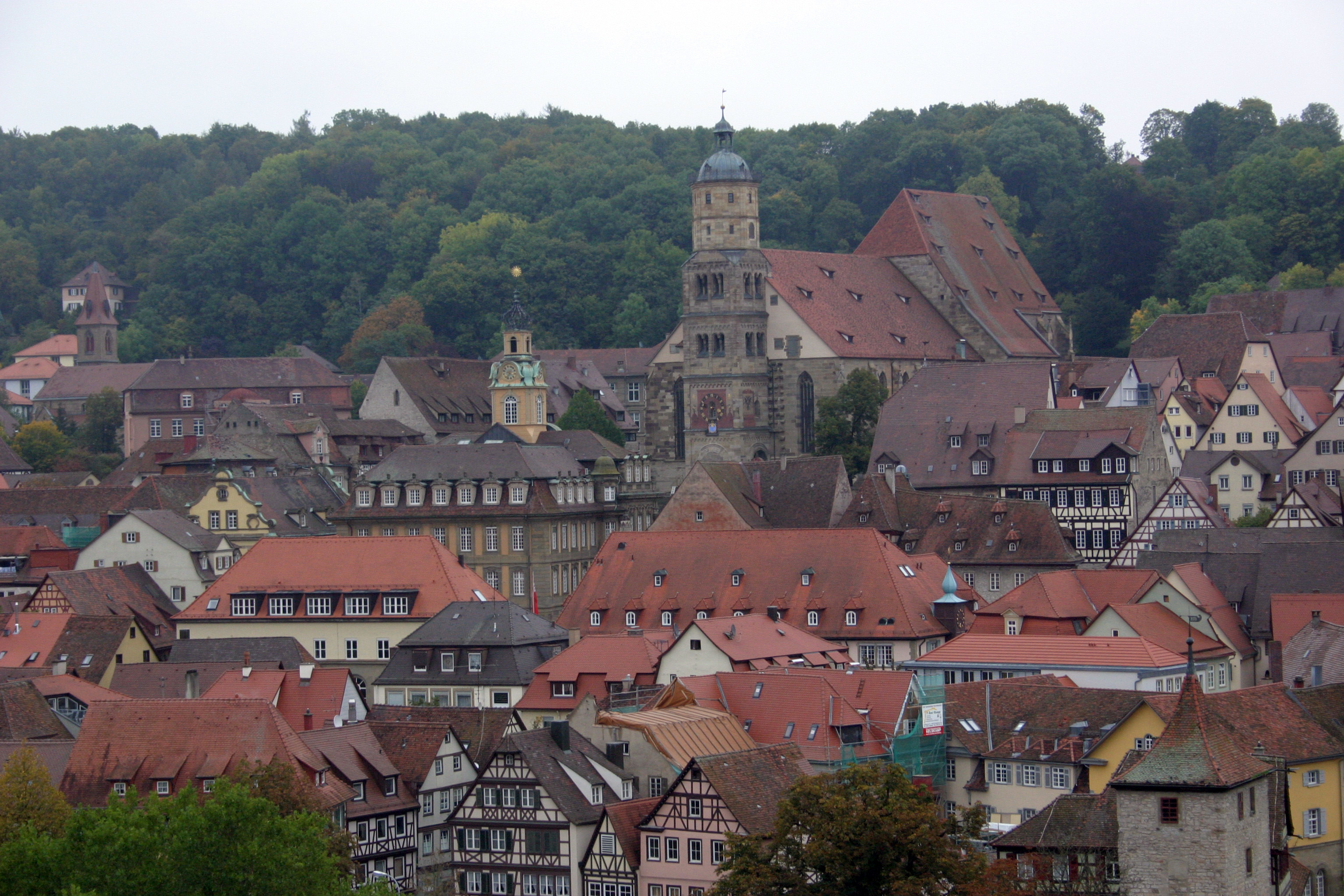
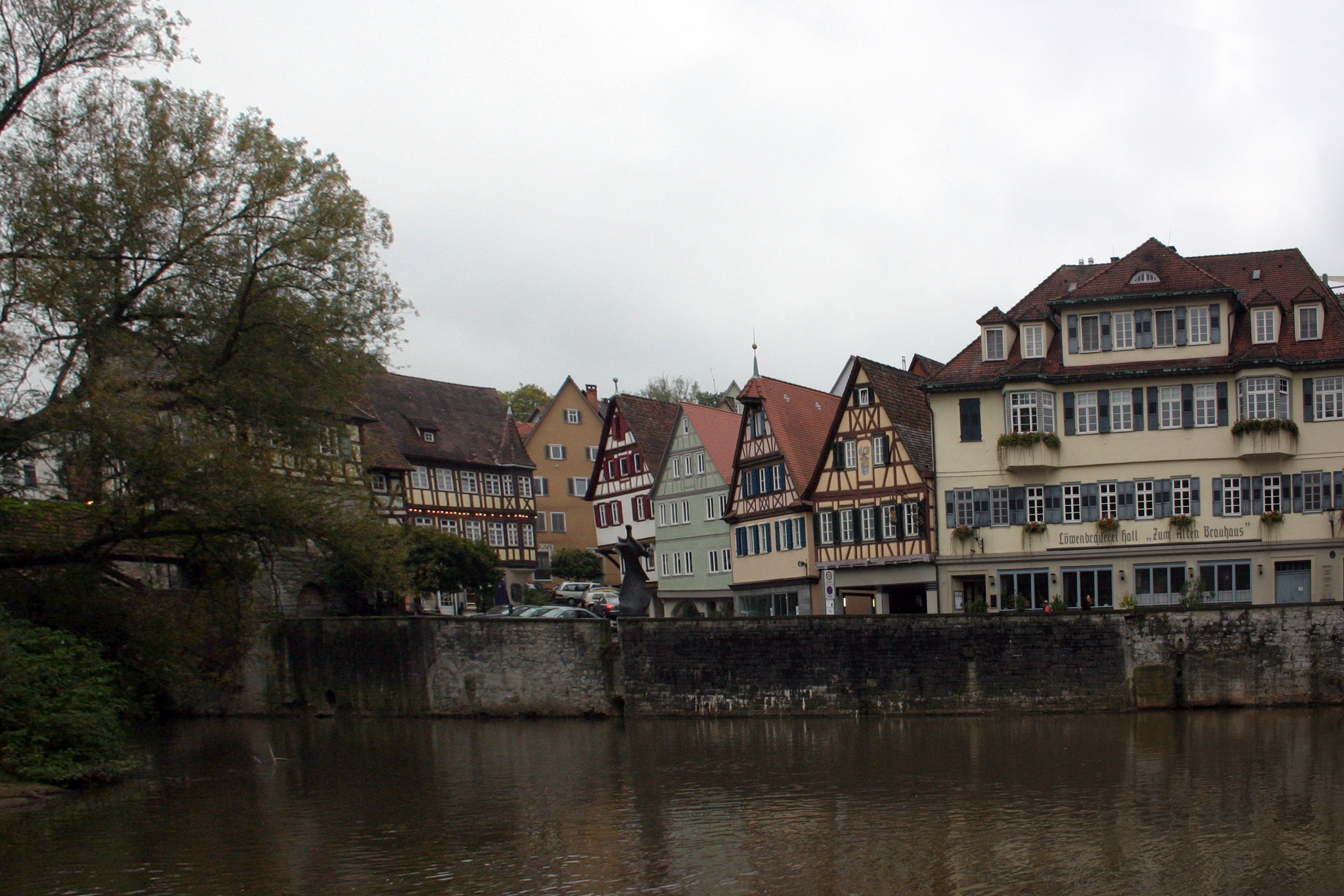
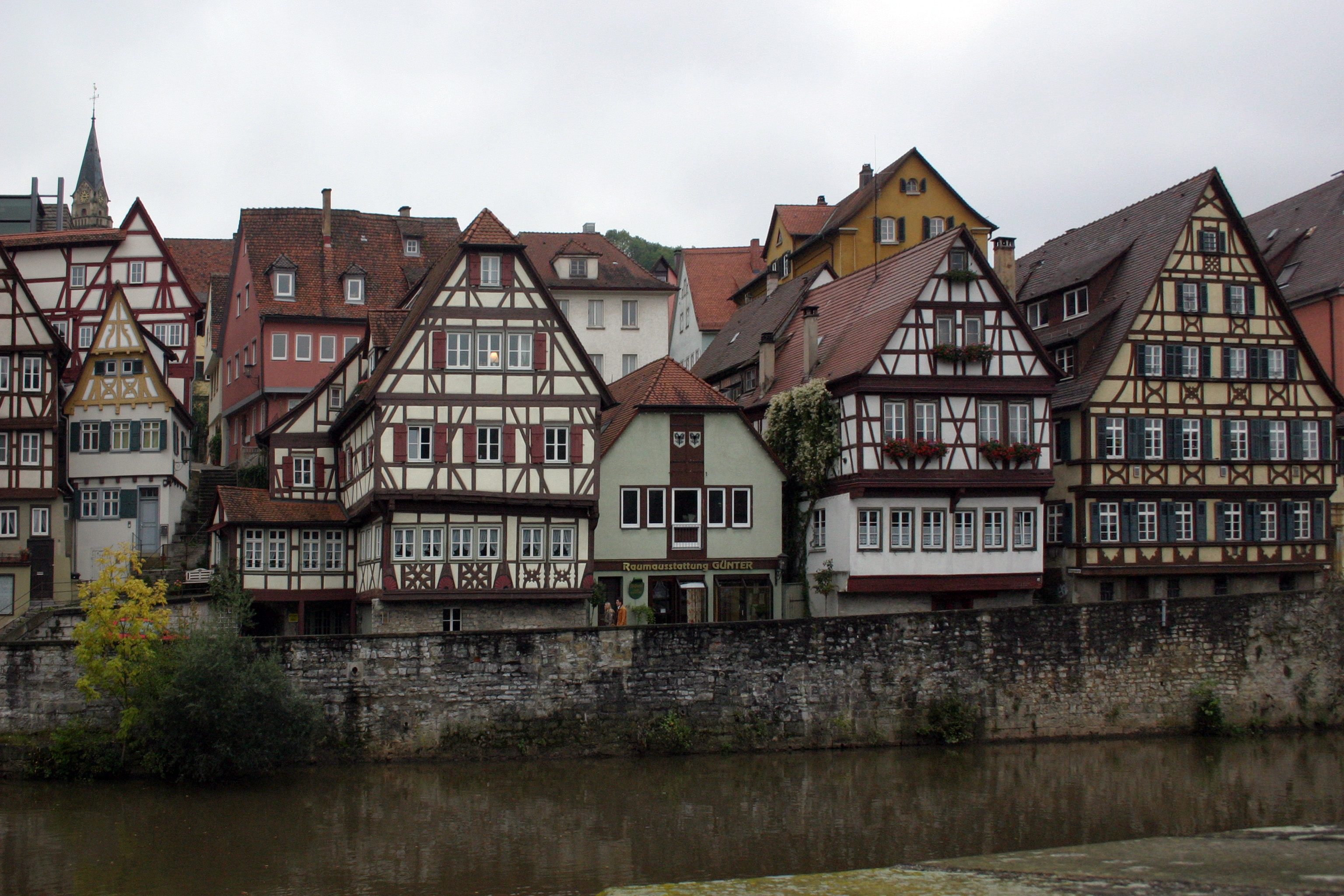
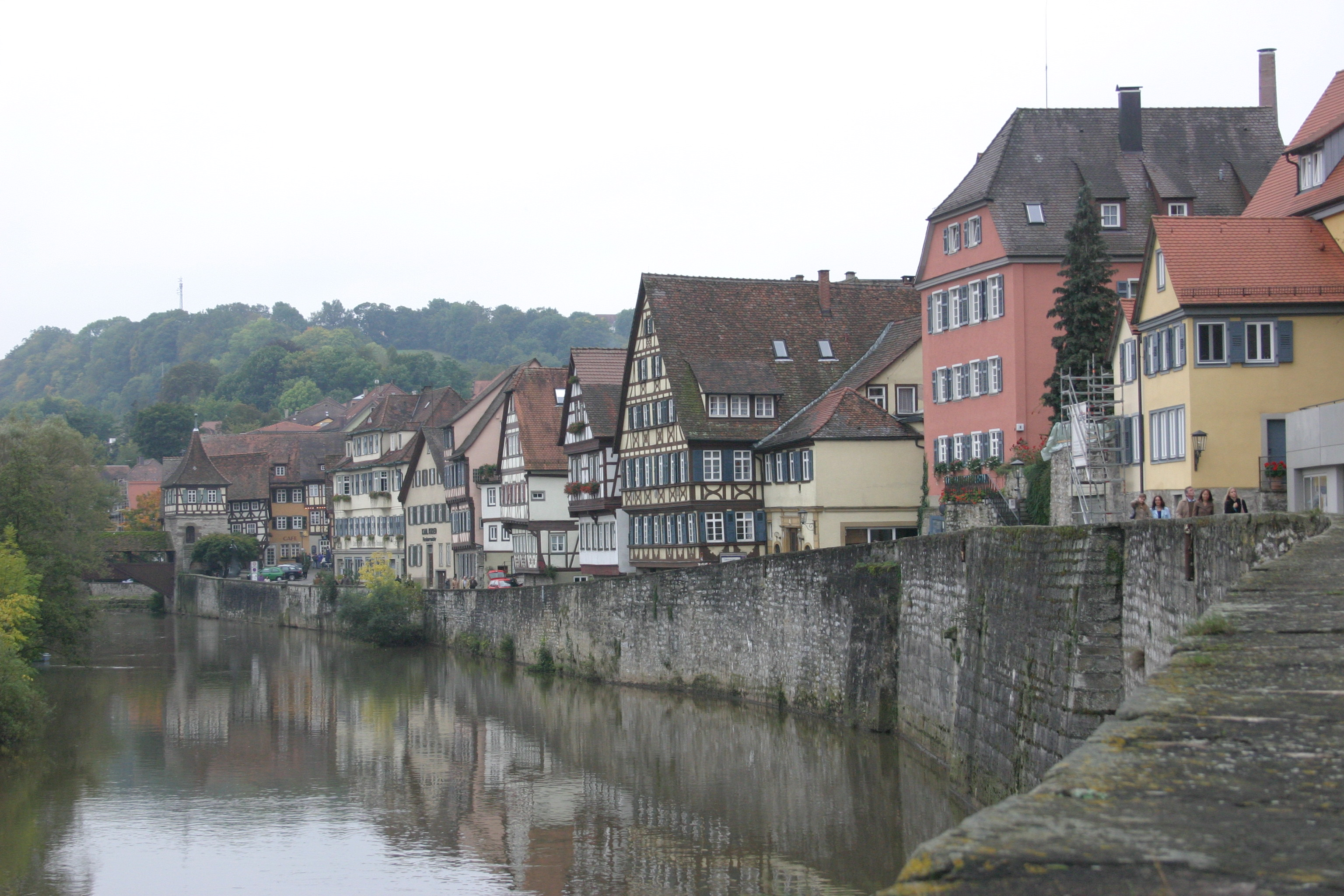
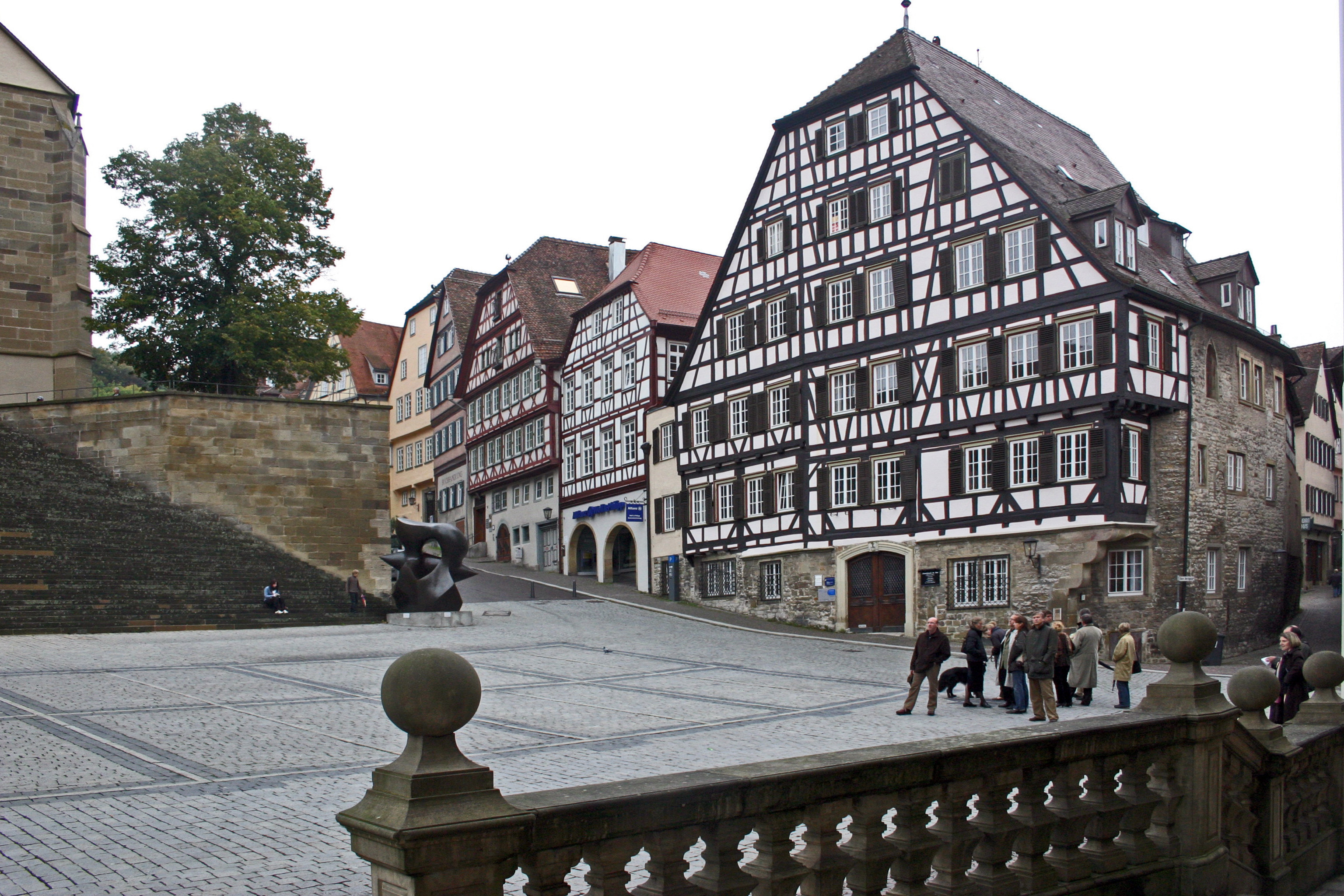
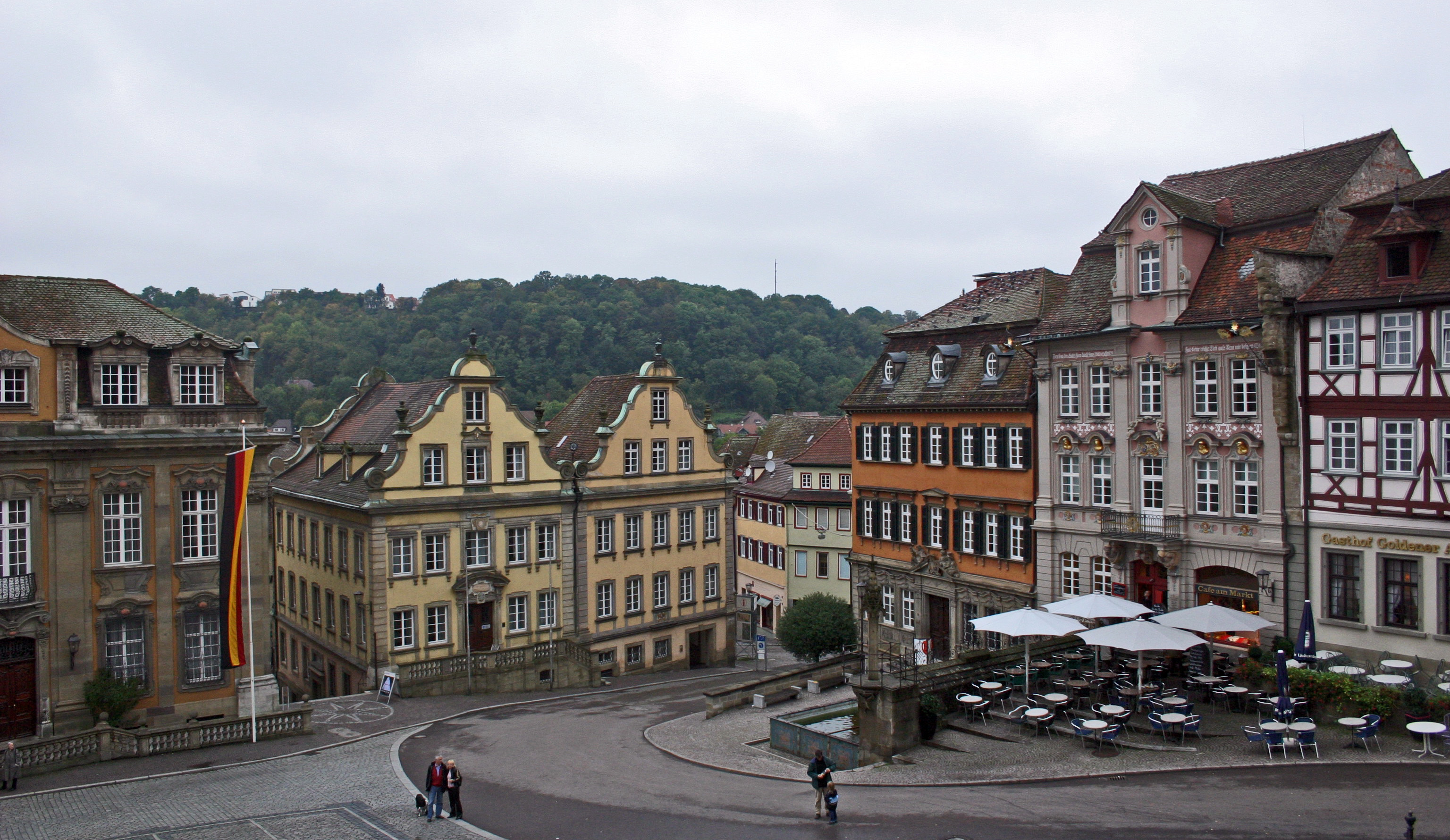
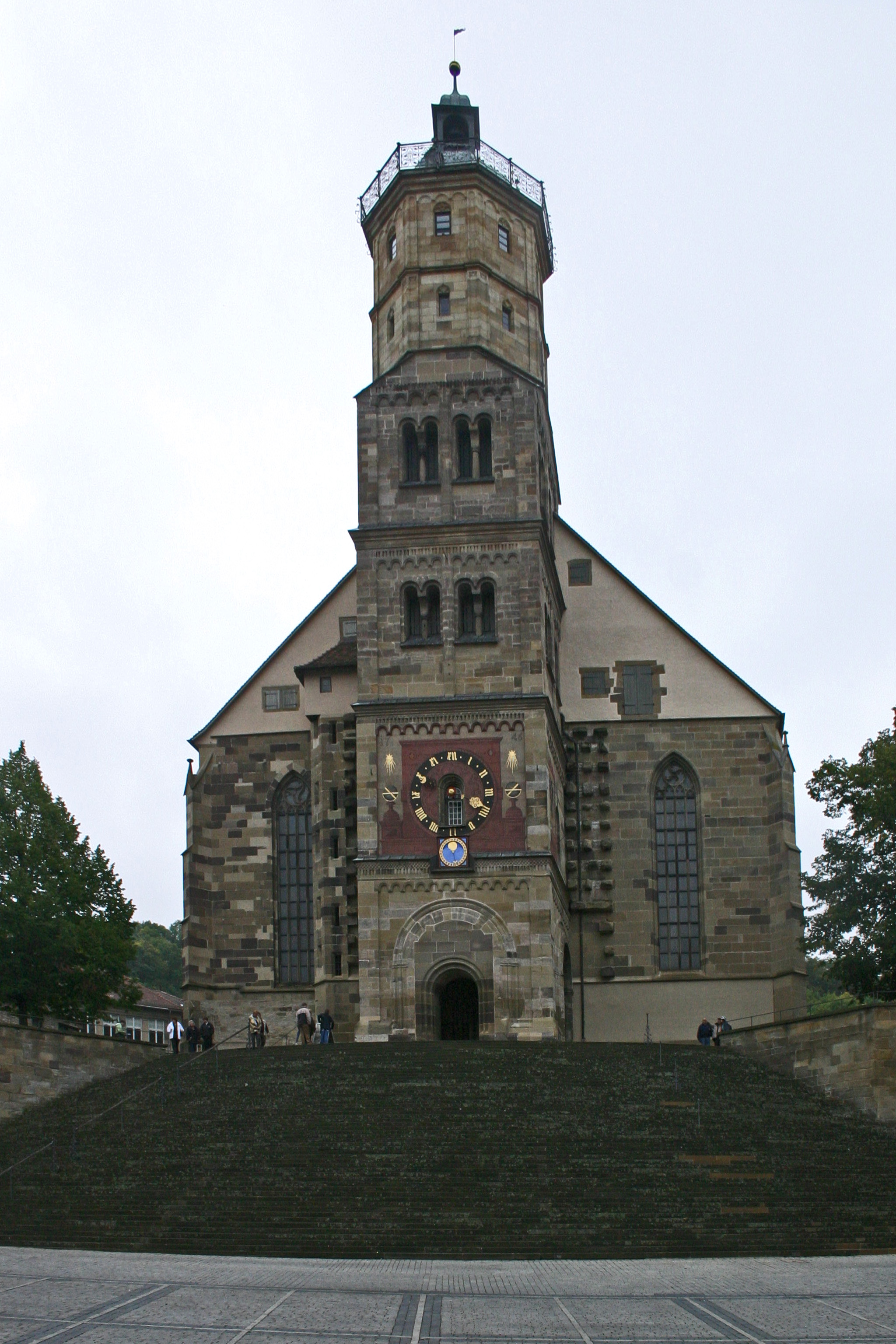
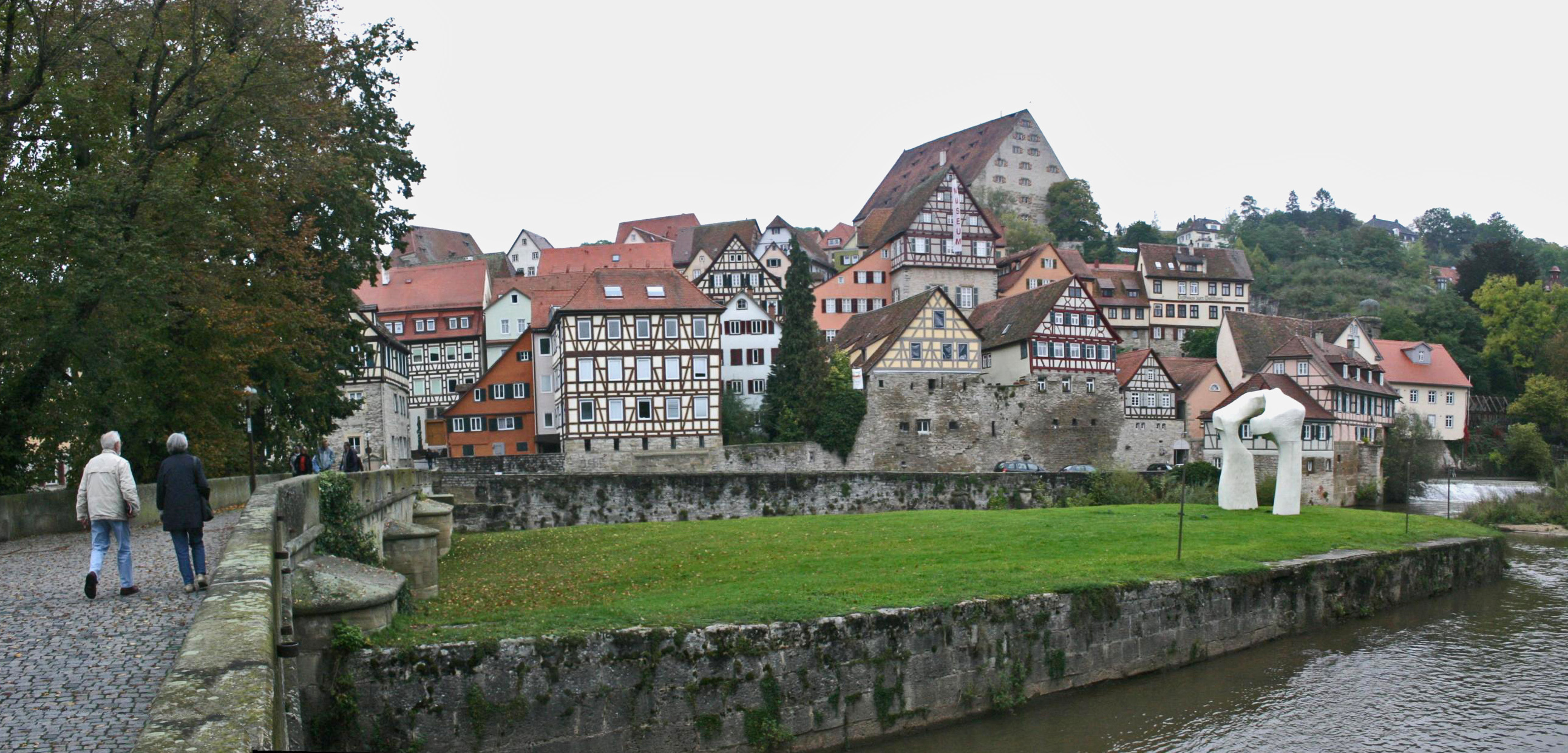